# Allium glandulosum
Allium glandulosum es una especie de planta bulbosa del género Allium, perteneciente a la familia de las amarilidáceas, del orden de las Asparagales.
Es originaria de Norteamérica.

## Descripción
Planta que tiene tubérculos pequeños. Las hojas son largas, como listones de color verde oscuro que salen desde el suelo. Sus flores son púrpura-rojas con los bordes blancos, algunas veces blanco con azul que están colocadas en la punta de un pequeño tallo.

## Distribución y hábitat
Originaria de México, habita en climas cálidos y semicálidos, entre los 200 y los 700 metros. Planta cultivada en terrenos de cultivo y en huertos familiares, asociada al bosque tropical caducifolio. Crece nativa en los Estados de Arizona, Nuevo México y Texas, en los Estados Unidos, y en México, Guatemala y Honduras.

## Propiedades
En el Estado de Hidalgo, se emplea para curar el resfriado, tratar la tos crónica, la circulación de la sangre y la tuberculosis. Esta última es una enfermedad infecciosa causada por el bacilo de Koch que afecta a cualquier órgano, preferentemente pulmones. En Oaxaca, se utiliza para bajar la calentura.

## Taxonomía
Allium glandulosum fue descrita por Link & Otto y publicado en Icones Plantarum Rariorum Horti Regii Botanici Berolinensis 1: 33, pl. 17. 1828.
Etimología
Allium: nombre genérico muy antiguo. Las plantas de este género eran conocidos tanto por los romanos como por los griegos. Sin embargo, parece que el término tiene un origen celta y significa "quemar", en referencia al fuerte olor acre de la planta. Uno de los primeros en utilizar este nombre para fines botánicos fue el naturalista francés Joseph Pitton de Tournefort (1656-1708).
glandulosum: epíteto latino que significa "glandular".
Sinonimia
- Allium longifolium Lindl.[6]